# Caravanserraglio Zein-o-din
Il caravanserraglio Zein-o-Din (زين الدين) è ubicato a Zein-o-din, nei pressi di Yazd in Iran. Il caravanserraglio risale al XVI secolo ed è situato sull'antica Via della seta. È uno dei 999 luoghi di sosta del genere che vennero costruiti durante il regno di Shah Abbas I per fornire servizi ai viaggiatori. Di questi, Zein-o-din è uno dei due caravanserragli costruiti con torri circolari. Dopo la sua ristrutturazione, è divenuto un albergo. Un caravanserraglio costruito in modo simile si trova nei pressi di Esfahan ma è in rovina.

## Geografia
Il caravanserraglio si trova sulla Via della seta che fu, fino al 1500, la principale via del commercio tra Europa e Asia. L'autostrada per Yazd passa per Zein-o-din. Nei secoli precedenti, era raggiungibile dopo una cavalcata di due giorni, a dorso di cammello, da sud di Yazd, a circa 60 km sulla strada principale per Kerman.
Visto dall'esterno appare come una "rovina abbandonata" mentre il suo interno è ben arredato nella sua forma originale, e reso un luogo "affascinante e di atmosfera".

## Storia
La prima costruzione risale a 2.500 anni addietro, quando la Persia era governata dall'Impero achemenide. Durante l'era safavide in Iran, i caravanserraglo erano costruiti in luoghi convenienti a una distanza di circa 30/45 km lungo le rotte commerciali in tutto il paese. Molti di questi edifici furono costruiti su vecchie e nuove rotte carovaniere sotto il regno di Shah Abbas I (1587-1629) e Shah Abbas II (1642-66). Questo caravanserraglio è uno dei 999 costruiti per promuovere il commercio. Ai viandanti veniva richiesta una tassa di iscrizione assieme ad una tariffa giornaliera per una camera di 2,4 metri quadrati. Le camere erano dotate di un caminetto e i servitori avevano un posto separato in cui soggiornare. Il custode del caravanserraglio era legalmente autorizzato a riscuotere l'imposta sulle vendite e supervisionare tutte le transazioni ed a volte tendevano a sovraccaricare e imbrogliare i mercanti. Spettava ai custodi fornire sicurezza ai commercianti e ai loro beni contro il furto. La gestione dei caravanserragli in Persia era considerata alla pari di quelli durante l'Impero ottomano.

## Architetture e accessori
Il caravanserraglio è una struttura a due piani, a pianta quadrata, con un cortile a 16 portici e una piscina. Solo due caravanserragli vennero costruiti con torri circolari. Uno di questi è il Caravanserraglio Zein-o-din e l'altro, in stato di rovina, è vicino a Esfahan. Questo caravanserraglio ha resistito alle intemperie perché inizialmente ben costruito. La sua recente ristrutturazione è durata tre anni e ha richiesto l'uso di 13.000 pezzi di pietra pomice per rimuovere la sporcizia esistente sulle pareti interne. Restaurato allo stato quasi originale, le camere sono su una base rialzata e dotate di materassi sul pavimento, che è coperto con tappeti. Non c'è una porta che separi le stanze dal corridoio, ma solo una tenda che fornisce privacy agli occupanti. Tuttavia, il bagno in comune è ben attrezzato. La struttura può ospitare da 60 a 80 persone al giorno e fino ad ora vi hanno soggiornato turisti provenienti da 70 paesi diversi.

## Caratteristiche
Poiché il caravanserraglio si trova lontano dalla città, il livello di rumore è minimo e il cielo notturno è limpido e tempestato di stelle. Un astrofilo dà lezioni di astronomia sul tetto dell'edificio.

## Galleria d'immagini

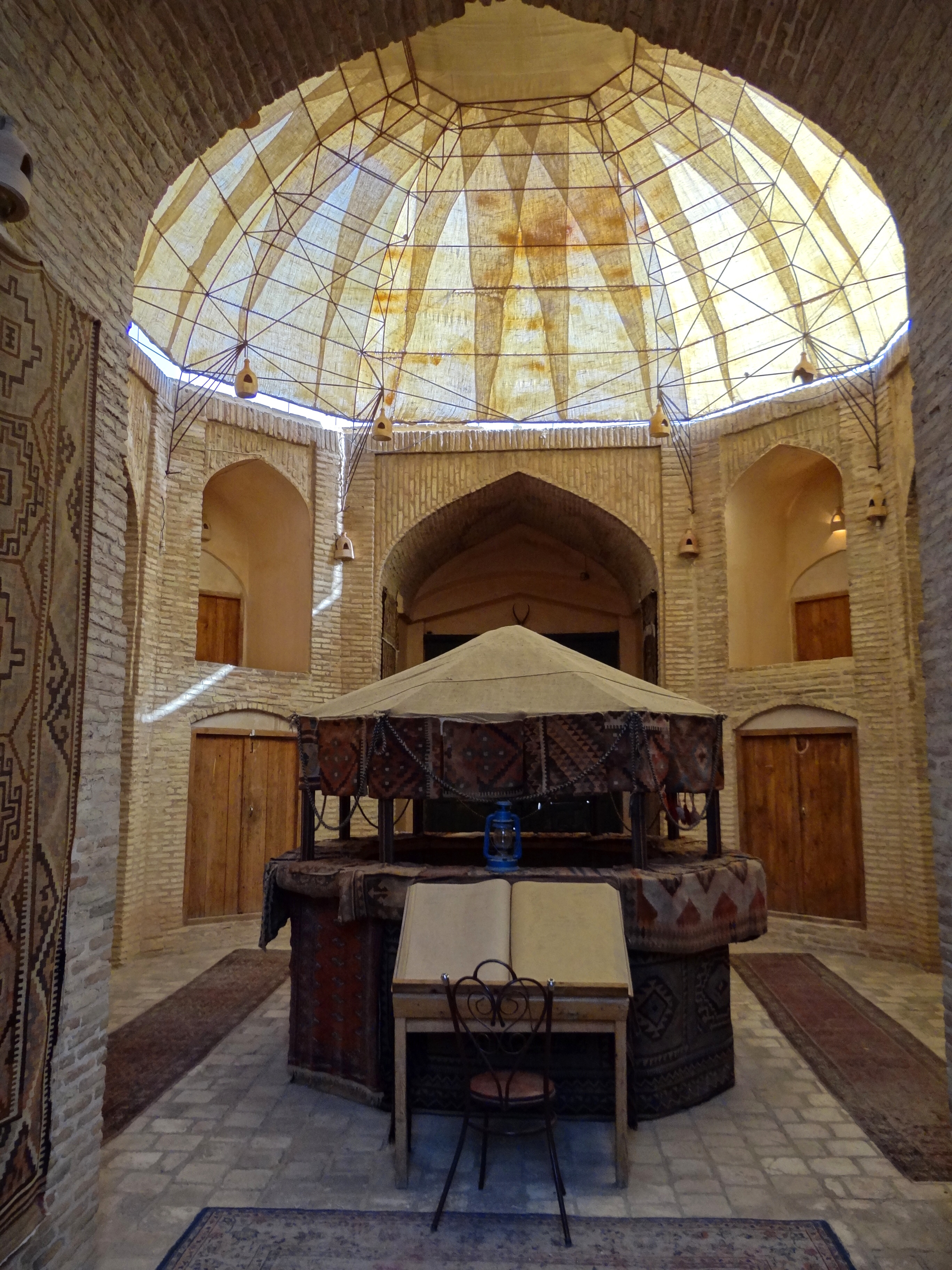
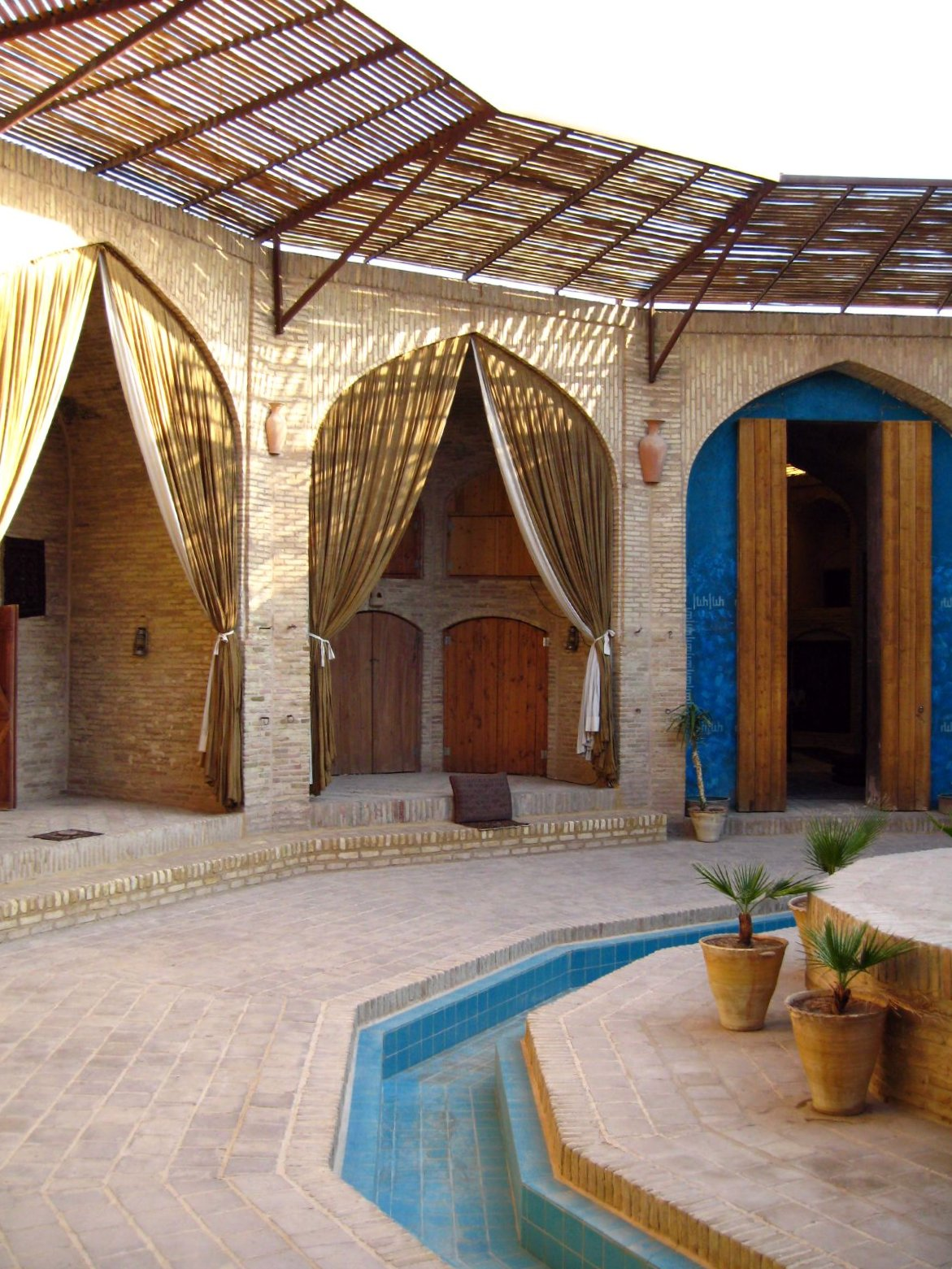
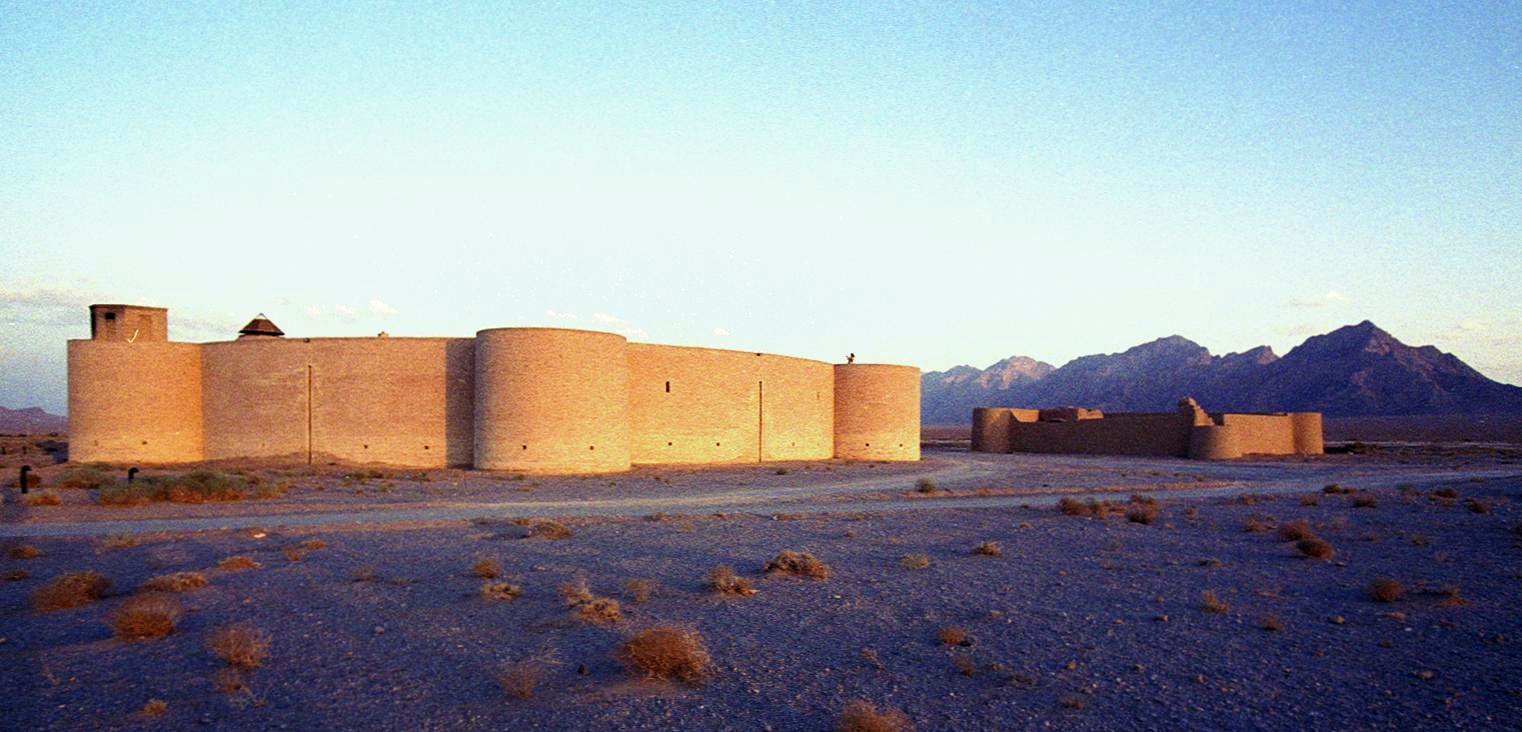
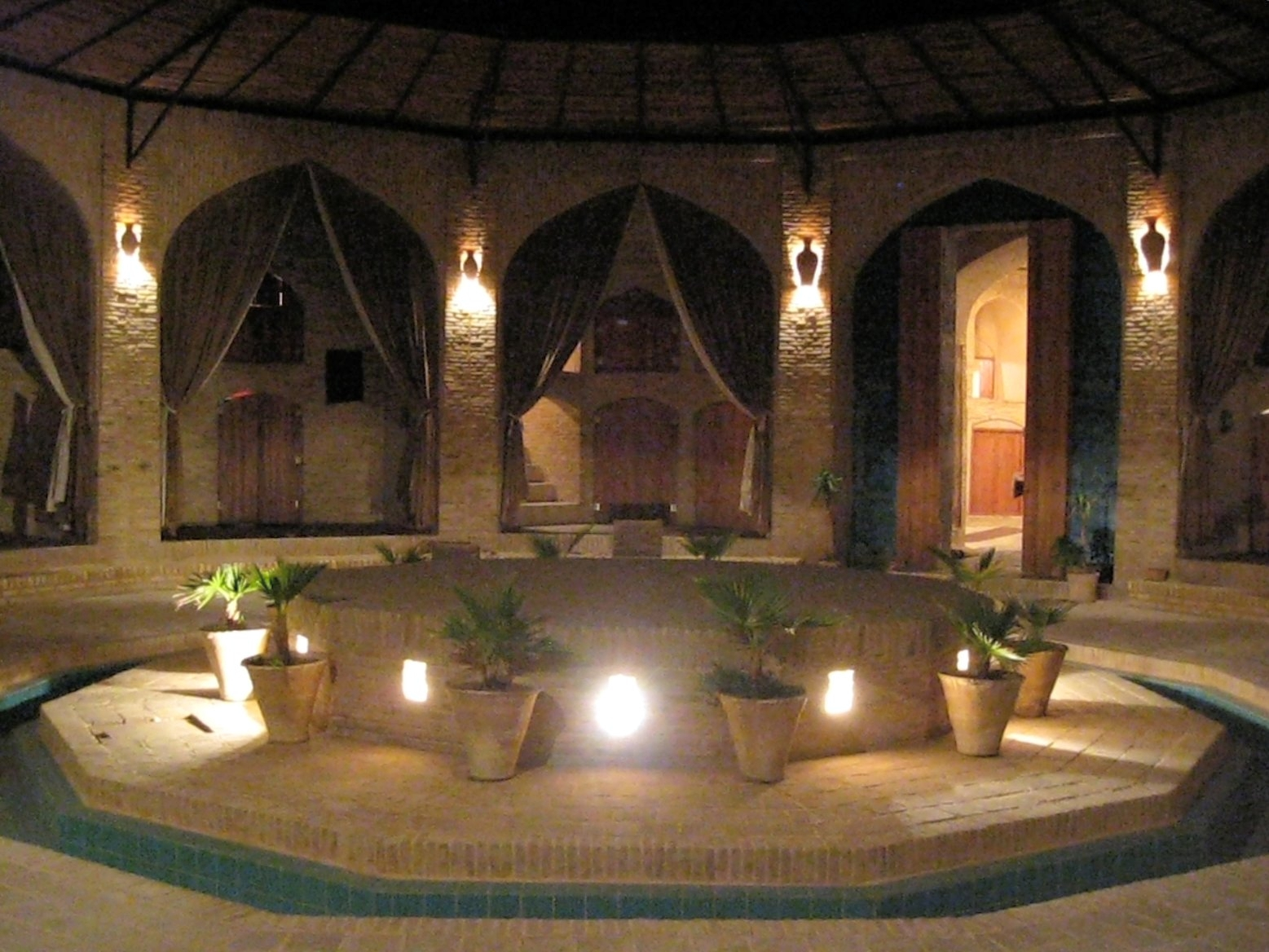
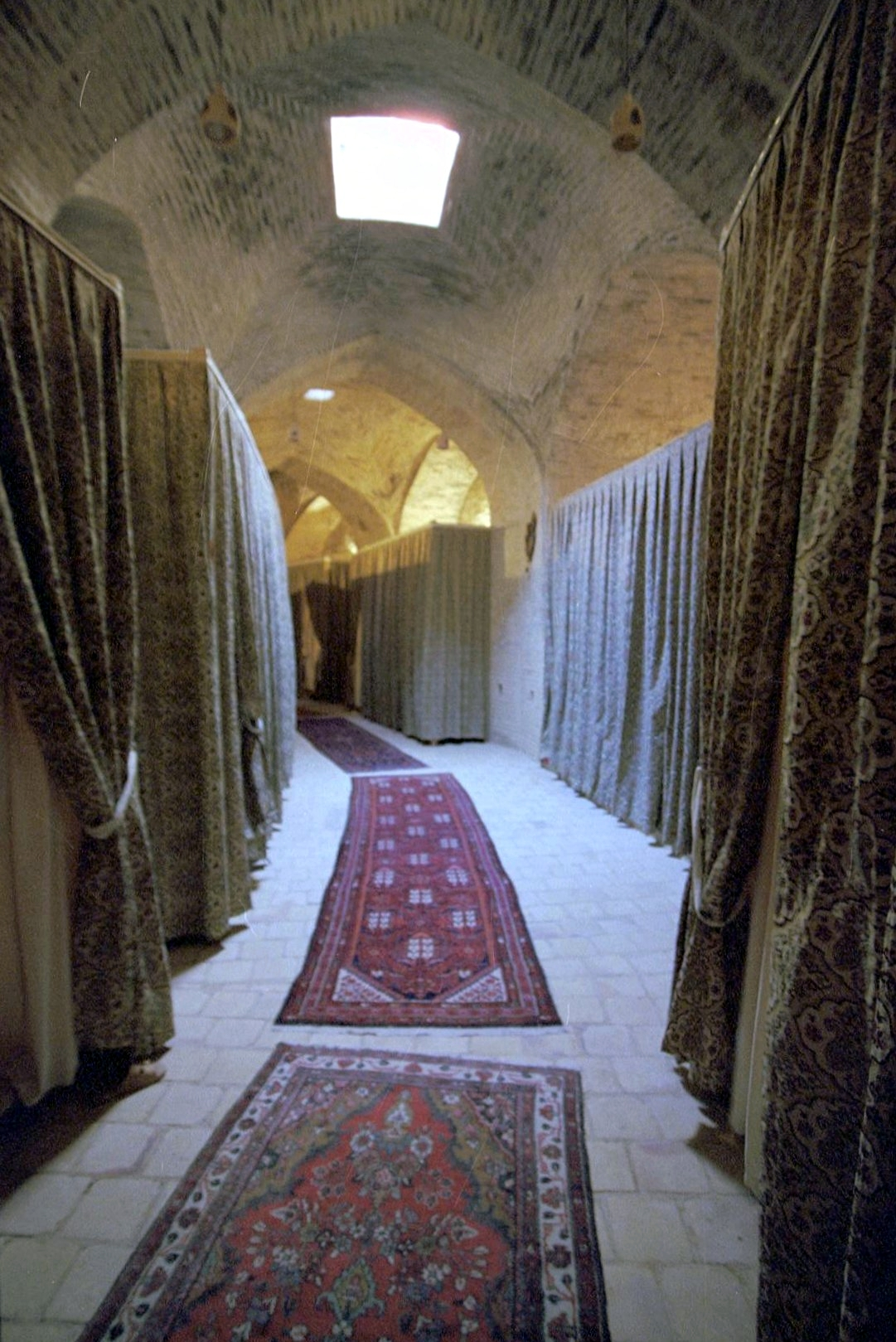
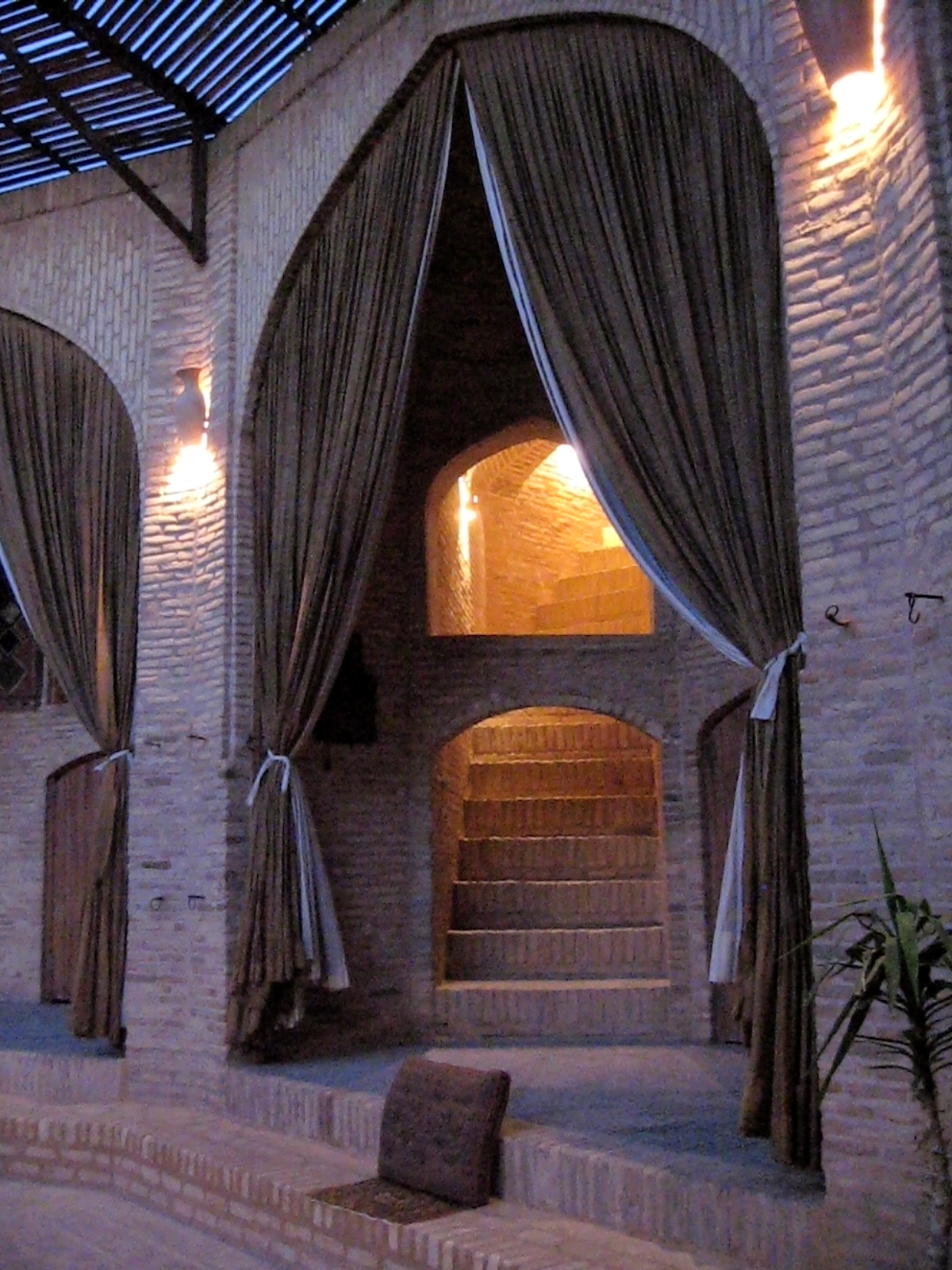
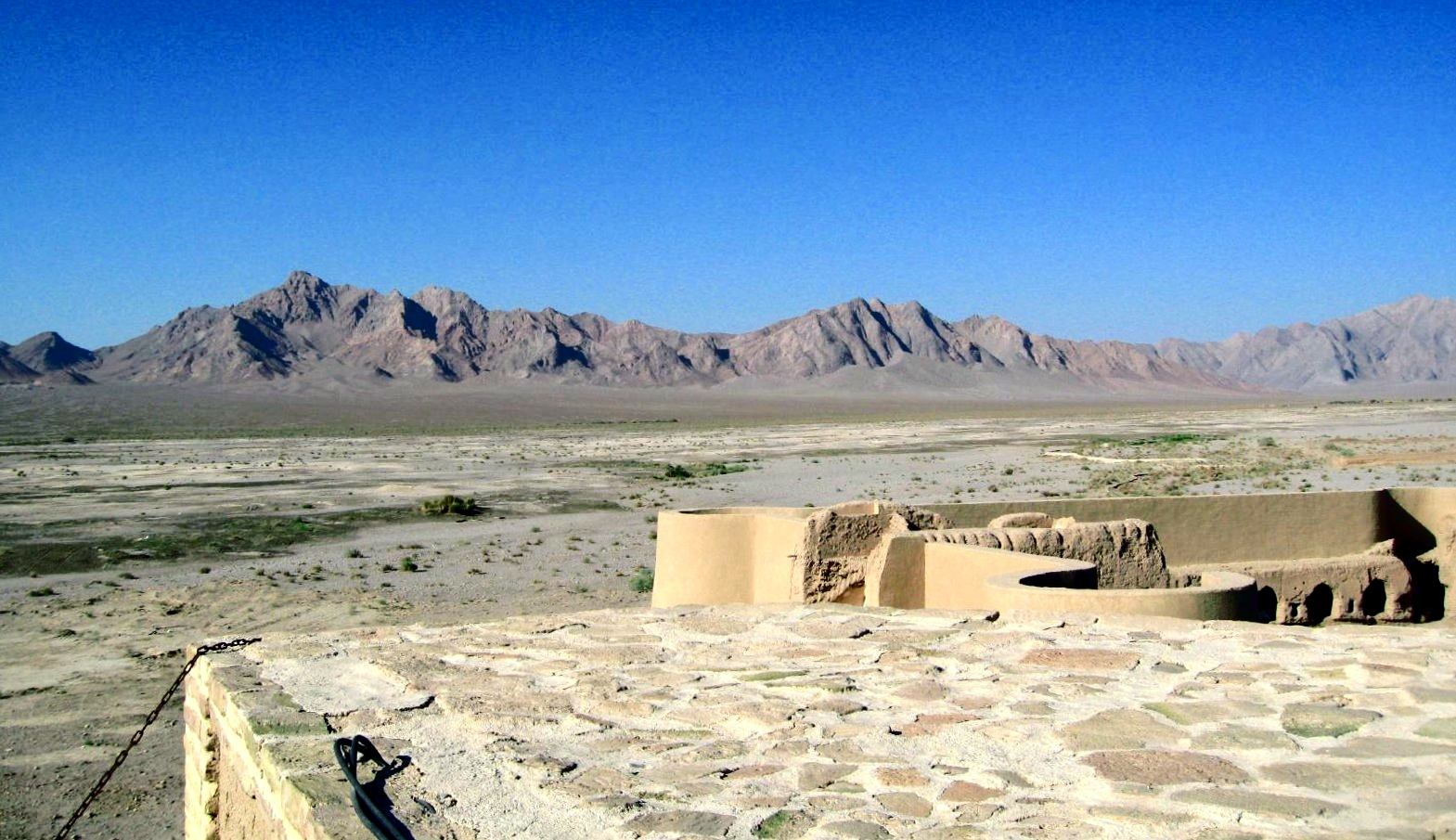
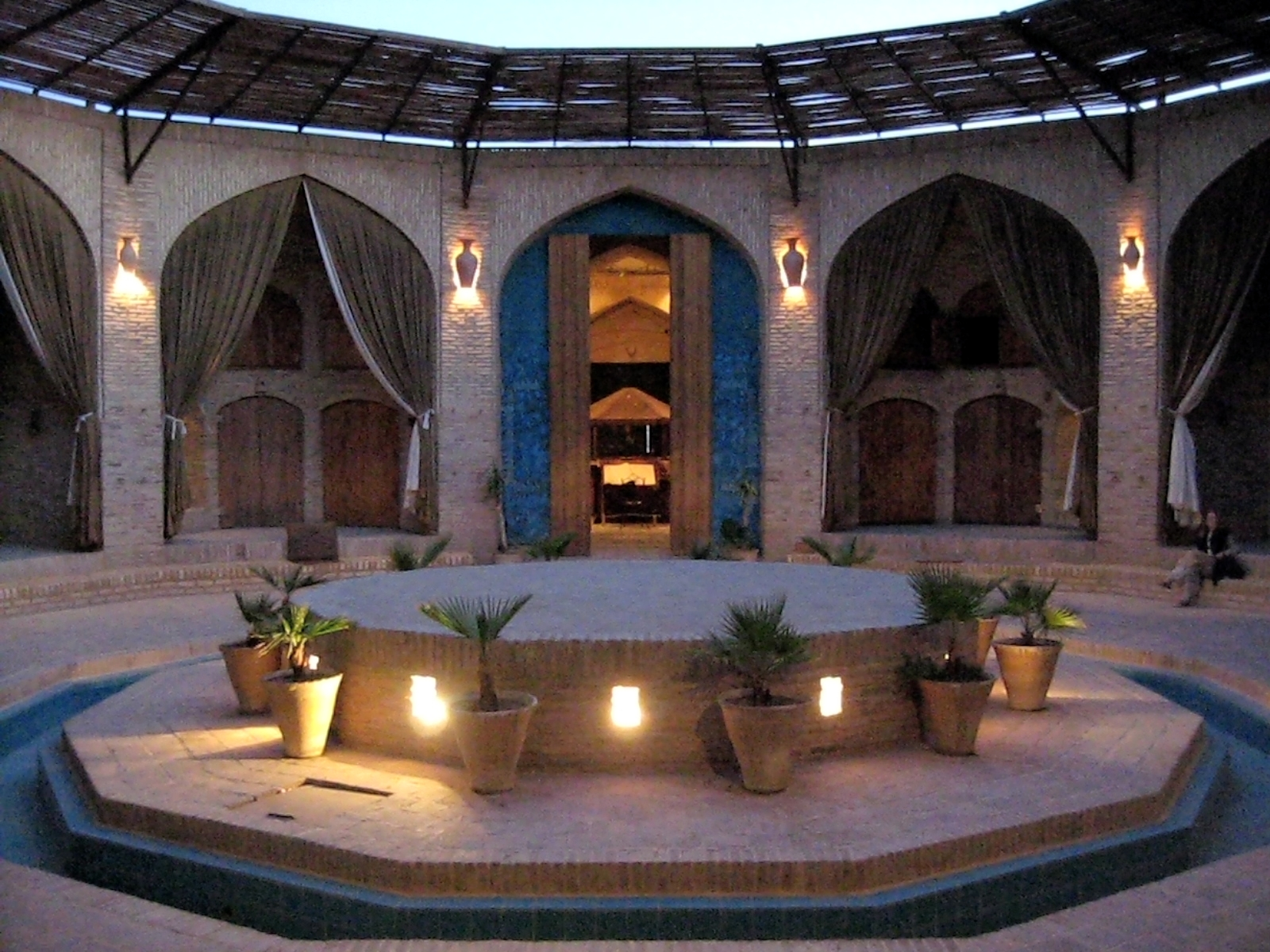
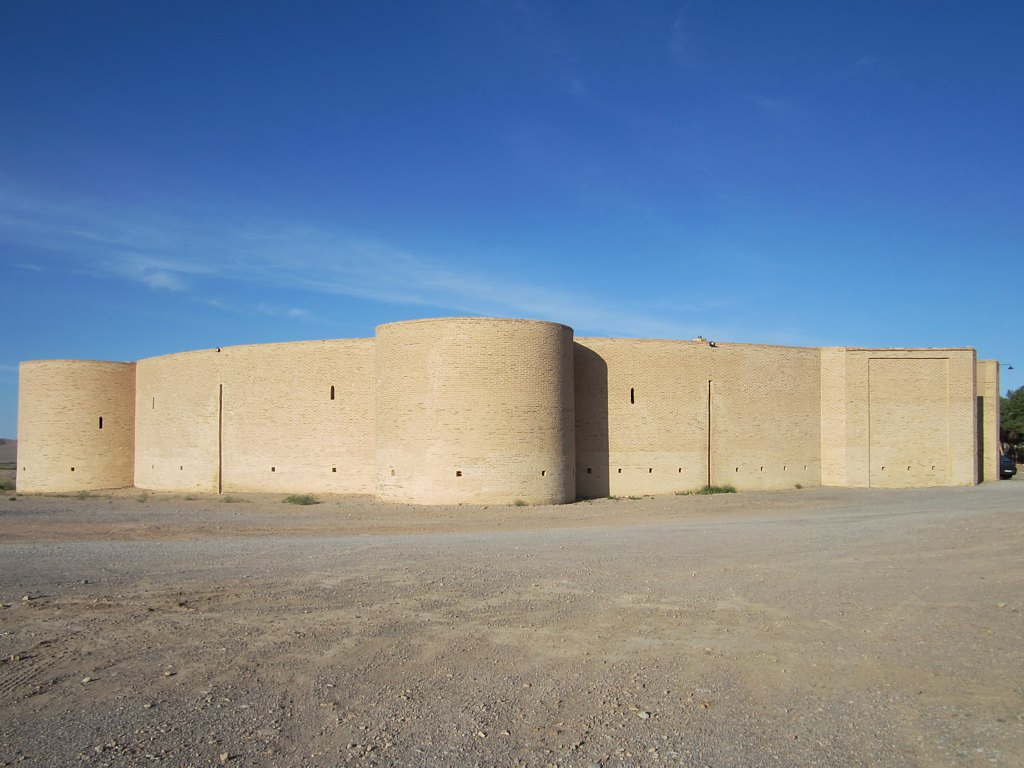
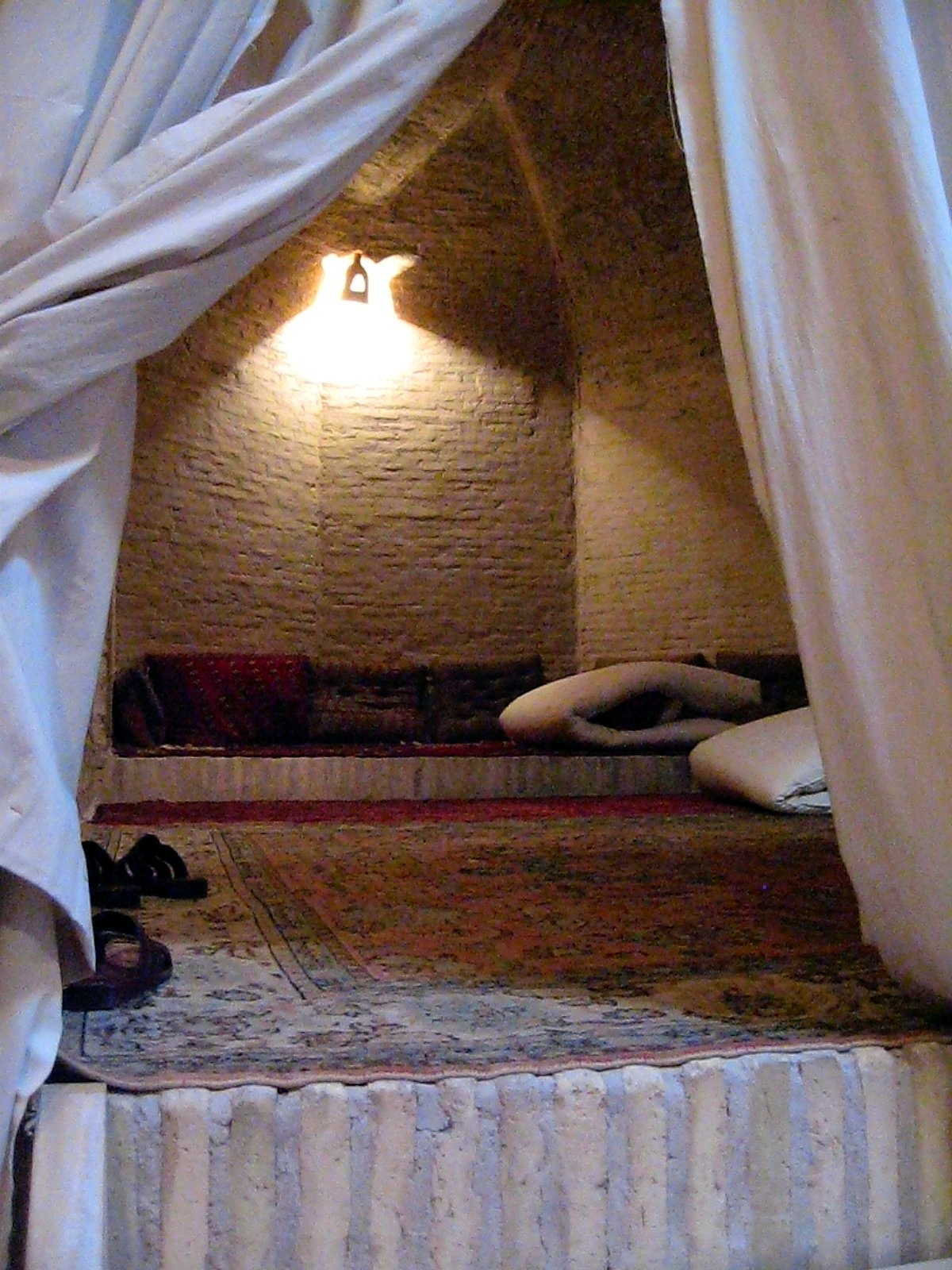
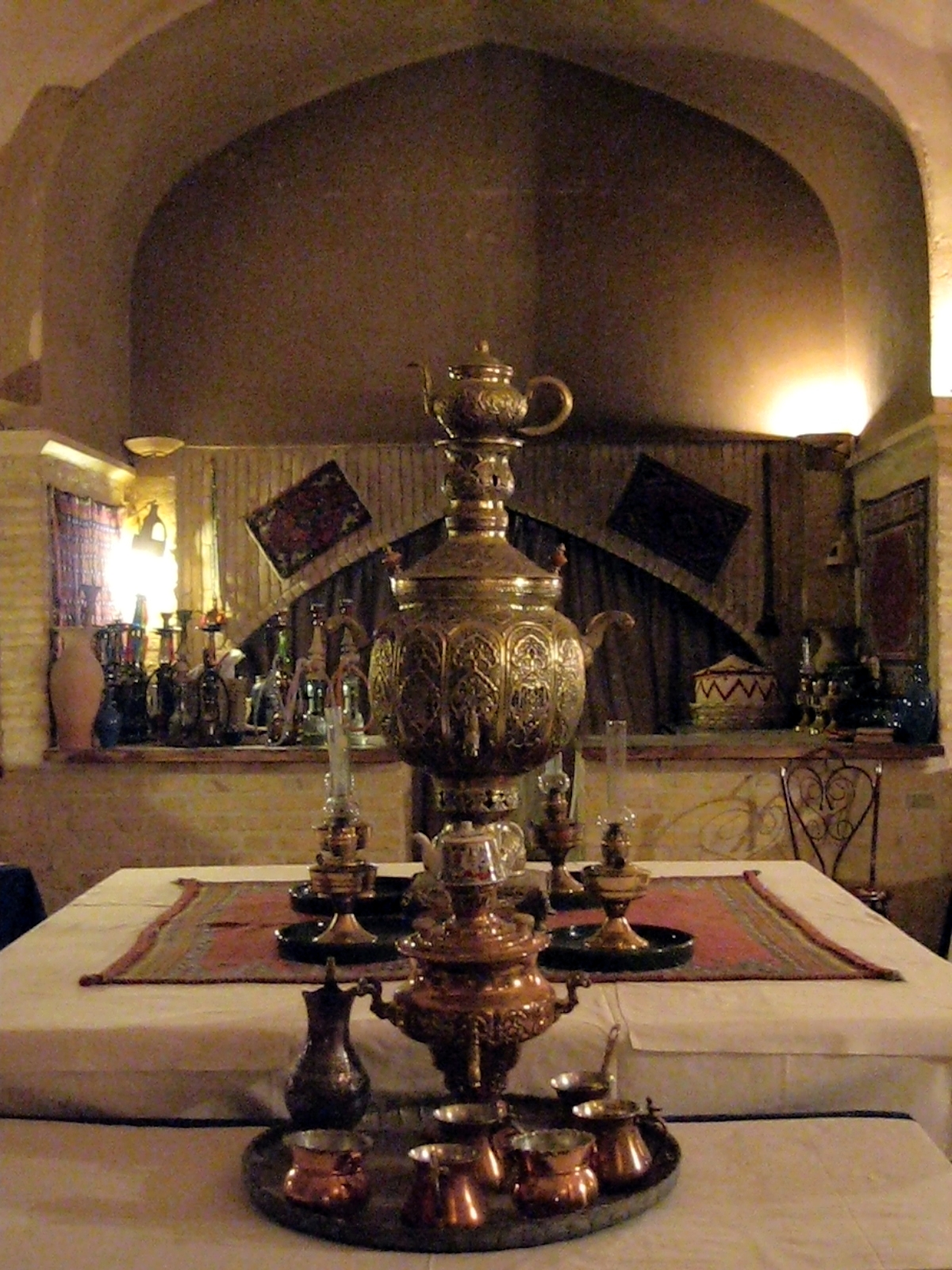